# Breeders' Cup Dirt Mile
Groupe 1
La Breeders' Cup Dirt Mile est l'une des épreuves de la Breeders' Cup. Elle est ouverte aux chevaux de 3 ans et plus, et se déroule sur la distance de 1 600 mètres sur le dirt. 
Ajoutée au programme de la Breeders' Cup en 2007, cette épreuve dotée de 1 000 000 $, courue le vendredi, a acquis le statut de groupe 1 en 2009. 

## Records de victoires
Chevaux :
- 2 – Goldencents (2013, 2014), Cody's Wish (2022, 2023)

Jockeys :
- 2 – Rafael Bejarano : Goldencents (2013, 2014)
- 2 – Javier Castellano : Liam's Map (2015), City of Light (2018)
- 2 – Irad Ortiz Jr. : Spun to Run (2019), Life is Good (2021)
- 2 – Joel Rosario : Dakota Phone (2010), Knicks Go (2020)
- 2 – Junior Alvarado : Cody's Wish (2022, 2023)

Entraîneurs
- 2 – Jerry Hollendorfer : Dakota Phone (2010), Battle of Midway (2017)
- 2 – Todd A. Pletcher : Liam's Map (2015), Life is Good (2021)
- 2 – Bill Mott : Cody's Wish (2022, 2023)

Propriétaires :
- 2 – W. C. Racing : Goldencents (2013, 2014)
- 2 – WinStar Farm : Battle of Midway (2017), Life is Good (2021)
- 2 – Godolphin : Cody's Wish (2022, 2023)

## Palmarès
| Année | Hippodrome       | Vainqueur        | Pays        | Père             | Jockey            | Entraîneur          | Propriétaire                    | Deuxième          | Troisième          | Temps   |
| ----- | ---------------- | ---------------- | ----------- | ---------------- | ----------------- | ------------------- | ------------------------------- | ----------------- | ------------------ | ------- |
| 2024  | Del Mar          | Full Serrano     | Argentine   | Full Mast        | Joel Rosario      | John W. Sadler      | Hronis Racing LLC               | Post Time         | Domestic Product   | 1'35"48 |
| 2023  | Santa Anita Park | Cody's Wish      | États-Unis  | Curlin           | Junior Alvarado   | Bill Mott           | Godolphin                       | National Treasure | Skippylongstocking | 1'35"97 |
| 2022  | Keeneland        | Cody's Wish      | États-Unis  | Curlin           | Junior Alvarado   | Bill Mott           | Godolphin                       | Cyberknife        | Slow Down Andy     | 1'35"33 |
| 2021  | Del Mar          | Life is Good     | États-Unis  | Into Mischief    | Irad Ortiz, Jr.   | Todd Pletcher       | CHC Inc & WinStar Farm LLC      | Ginobili          | Restrainedvengence | 1'34"12 |
| 2020  | Keeneland        | Knicks Go        | États-Unis  | Paynter          | Joel Rosario      | Brad Cox            | Korean Racing Authority         | Jesus Team        | Sharp Samurai      | 1'33"85 |
| 2019  | Santa Anita Park | Spun to Run      | États-Unis  | Hard Spun        | Irad Ortiz, Jr.   | Juan Guerrero       | Robert Donaldson                | Omaha Beach       | Blue Chipper       | 1'36"58 |
| 2018  | Churchill Downs  | City of Light    | États-Unis  | Quality Road     | Javier Castellano | Mike McCarthy       | William K. Warren               | Seeking The Soul  | Bravazo            | 1'33"83 |
| 2017  | Del Mar          | Battle of Midway | États-Unis  | Smart Strike     | Flavien Prat      | Jerry Hollendorfer  | Don Alberto Stable & Winstar    | Sharp Azteca      | Awesome Slew       | 1'35"20 |
| 2016  | Santa Anita Park | Tamarkuz         | Royaume-Uni | Speightstown     | Mike E. Smith     | Kiaran McLaughlin   | Shadwell Stable                 | Gun Runner        | Accelerate         | 1'35"72 |
| 2015  | Keeneland        | Liam's Map       | États-Unis  | Unbridled's Song | Javier Castellano | Todd Pletcher       | Teresa Viola Racing Stables     | Lea               | Red Vine           | 1'34"54 |
| 2014  | Santa Anita Park | Goldencents      | États-Unis  | Into Mischief    | Rafael Bejarano   | Leandro Mora        | W.C. Racing                     | Tapiture          | Pants On Fire      | 1'35"19 |
| 2013  | Santa Anita Park | Goldencents      | États-Unis  | Into Mischief    | Rafael Bejarano   | Doug O'Neill        | W.C. Racing                     | Golden Ticket     | Brujo de Olleros   | 1'35"12 |
| 2012  | Santa Anita Park | Tapizar          | États-Unis  | Tapit            | Corey Nakatani    | Steve Asmussen      | Winchell Thoroughbreds          | Rail Trip         | Delegation         | 1'35"34 |
| 2011  | Churchill Downs  | Caleb's Posse    | États-Unis  | Posse            | Rajiv Maragh      | Donnie K. Von Hemel | McNeil Stables/Cheyenne Stables | Shackleford       | Tres Borrachos     | 1'34"59 |
| 2010  | Churchill Downs  | Dakota Phone     | États-Unis  | Zavata           | Joel Rosario      | Jerry Hollendorfer  | Todaro/Halo Farms/Hollendorfer  | Morning Line      | Gayego             | 1'35"29 |
| 2009  | Santa Anita Park | Furthest Land    | États-Unis  | Smart Strike     | Julien Leparoux   | Michael J. Maker    | Ken & Sarah Ramsey              | Readys Echo       | Midshipman         | 1'35"50 |
| 2008  | Santa Anita Park | Albertus Maximus | États-Unis  | Albert The Great | Garrett Gomez     | Vladimir Cerin      | Brandon & Marianne Chase        | Rebellion         | Two Step Salsa     | 1'33"41 |
| 2007  | Monmouth Park    | Corinthian       | États-Unis  | Pulpit           | Kent Desormeaux   | James A. Jerkens    | Centennial Farms                | Gottcha Gold      | Discreet Cat       | 1'39"06 |